# Потапович Олександр Леонідович
Потапович Олександр Леонідович — штаб-сержант Державної прикордонної служби України, відзначився у ході російського вторгнення в Україну. Загинув 3 березня 2022 року в боях під Маріуполем.

## Життєпис
Олександр Потапович народився 1978 року в Сарненському районі Рівненської області. З початком повномасштабного російського вторгнення в Україну був мобілізований та перебував на передовій. Ніс військову службу на контрактній основі, брав участь у бойових діях із захисту Маріуполя. Загинув Олександр Потапович 3 березня 2022 року.

## Нагороди
- орден «За мужність» III ступеня (2022, посмертно) — за особисту мужність і самовіддані дії, виявлені у захисті державного суверенітету та територіальної цілісності України, вірність військовій присязі.